# 大橋運輸
大橋運輸株式会社（おおはしうんゆ）は愛知県瀬戸市に本社を置く、運送会社。健康経営やダイバーシティに積極的に取り組み、厚生労働省による「くるみん認定」や経済産業省の「健康経営優良法人ブライト500」に選定されている。

## 概要
1954年（昭和29年）設立の老舗運送事業者。自動車産業が盛んな愛知県の瀬戸焼で知られる瀬戸市に本拠を置くため主な事業は、陶磁器や自動車パーツなど、地域の需要に合った配送事業を展開。一方、地域の高齢化をにらみ個人向けの生前整理・遺品整理をはじめ、引っ越し・片付けレンタルコンテナなどの個人向けサービスも提供する。
地域の課題解決と事業に取り組むCSV経営や、官民連携での地域活動を積極的に行う企業としても知られる。SDGsに注力し、2020年に経済産業省の「地域未来牽引企業」の認定を受ける。仕事で高パフォーマンスを得るために心身ともに健康であることが重要との認識の元、健康診断に加え、2018年からは「管理栄養士」を採用し、食を通じた健康指導を行うなど健康に働ける環境づくりを行うほか、社員に「旬の野菜・果実」や腸内環境を整える「乳酸菌飲料」の現物を支給するなど歯の「8020運動」に取り組む。その他、社内でユニークな取り組みを行い職場環境の改善にも注力した。その結果、ESを向上させ、「健康経営優良法人ブライト500」に選定されるなど結果に結びつかせ、3年で入社応募数を1.75倍に急増させた。また、社内で蓄積した健康経営のノウハウを地域の健康寿命を伸ばすための活動に応用している。2023年8月には、瀬戸市・瀬戸市社会福祉協議会・大橋運輸の三者間で地域の健康活動実施に関する連携協定を結んだ。
女性、高齢者、障がい者、外国人、LGBTQがそれぞれ能力を発揮できる諸施策を整え運用するダイバーシティにも取り組みリサイクル事業、リサイクル輸出業務、一般廃棄物収集運搬業に進出。また、それらの事業活動を行いながら「せと環境にやさしい事業所」、「あいち女性輝きカンパニー」に認定されるなどした。これらの取組が評価され、2017年に経済産業省の「新・ダイバーシティ経営企業100選」に選定された。愛知県の中小企業（従業員300人以下）の運輸業としては初めてで、全国では2目に選定され、さらに「新・ダイバーシティ経営100選プライム」を受賞した（日本では8社選定。中小企業は同社のみ）。
現在の同社の基盤は現代表者の鍋嶋洋行が1998年入社以降に整備したもので、代表者に就任後放漫経営であった同社の改革に着手。下請けからの脱却、黒字化にとどまらずビジネスモデルの変更やダイバシティ経営の取入れ、地域の実情に見合った高齢者向けビジネスの展開などを開始。従来のトラック事業から、人が中心のビジネスへの転換も進め、生前整理・遺品整理など、新たな事業を開始した。

## 沿革
- 1954年 - 一般小型貨物自動車運送事業 認可。資本金150万円にて大橋運輸株式会社設立 。
- 1957年 - 資本金300万円に増資。貨物自動車運送取扱事業 認可。
- 1962年 - 一般区域貨物自動車取扱事業免許 認可。
- 1998年 - 11月、代表取締役社長に鍋嶋洋行就任。
- 2003年 - 4月、会社の事業に労働者派遣事業追加。
- 2005年 - 5月、新本社移転(瀬戸市西松山町2-260)。7月、レンタルコンテナ業務営業開始。
- 2006年
  - 4月、「中小企業新事業活動促進法」に基づく経営革新計画の承認を受ける(18令商流第136号)。ES(Employee Satisfaction)活動を開始。
  - 5月、リサイクル事業営業開始。
  - 10月、中学生「職場体験学習」受け入れ開始。
- 2009年 - リサイクル品輸出業務開始。
- 2011年 - 8月、瀬戸警察署との連携による「交通安全橋[箸]渡し活動」開始。
- 2012年
  - 6月、瀬戸市蛇ヶ洞川清掃活動開始。
  - 9月、8020運動の推進活動を開始。
- 2013年 - 東京商工会議所主催「eco検定アワード2012」エコユニット部門「大賞」受賞。
- 2014年 - 2月、豊田篠原営業所 認可。
- 2015年 - 一般廃棄物収集運搬業(限定引越、遺品整理業務) 許可番号27瀬環指令第16号取得。
- 2016年 - CSR活動の規格としてISO26000を採用　CSRレポート発行。
- 2017年 - 3月、新・ダイバーシティ経営企業100選に選定される。日本では8社選定されたが中小企業は同社のみであった。
- 2019年 - あいちサービス大賞　知事賞受賞。
- 2020年 - 2月、経済産業省 地域未来牽引企業に選定。
- 2021年 - 3月、新・ダイバーシティ経営企業100選プライムに選定[17]。
- 2023年 - 瀬戸市、社会福祉法人瀬戸市社会福祉協議会、大橋運輸株式会社　三者協定を締結。
- 2024年 - 5月、読売新聞創刊150周年プロジェクトの「目覚めよ JAPAN」の座談会に参加[18]。

## メディア・講演歴
- 2022年 - 9月26日、日本商工会議所創立100周年記念シンポジウム「成長戦略としての女性活躍推進 ～Ｗのキセキ～」[19]。
- 2024年 - 4月18日-20日、124回 日本外科学会定期学術集会 中小企業のダイバーシテイ経営 特別指定演者として登壇[20]。
- 2024年 - 5月、読売新聞創刊150周年プロジェクトの「目覚めよ JAPAN」座談会[18]。
- 2024年8月23日-24日、第28回日本看護管理学会学術集会にて講演[21]。
- 2024年11月28日、ダイバーシティ経営シンポジウム2024（長岡商工会議所）[22]。
- 2025年3月29日 - SENDAI CORE COMPANY （仙台市）[4]

## 所在地

### 本社
愛知県瀬戸市西松山町2丁目260番地

### 豊田篠原営業所
愛知県豊田市篠原町芝崎12番地1

### 堤車庫
愛知県豊田市堤町六本松24-1

## 加盟団体
- 一般社団法人愛知県トラック協会
- 瀬戸トラック事業協同組合
- 瀬戸商工会議所
- 瀬戸市企業アンバサダー認定企業

## 連携団体
- 日本生命保険相互会社
- 愛知県瀬戸市社会福祉協議会
- 瀬戸警察署
- 瀬戸旭医師会

その他、ボランティア団体、幼稚園、小学校、NPO法人、自治体。